# Damir Mejovšek
Damir Mejovšek (Metković, 7. svibnja 1933. – Zagreb, 23. lipnja 2006.), hrvatski dramski umjetnik.
Bio je dugogodišnji član Drame Hrvatskoga narodnog kazališta u Zagrebu. Diplomirao je na zagrebačkoj Akademiji za kazališnu umjetnost, a prvi angažman dobio je 1962. godine u kazalištu Komedija. U ulozi mljekara Tevyea u "Guslaču na krovu" u samo jednoj sezoni imao je čak 250 nastupa. Godine 1979. prešao je u HNK u Zagrebu. U bogatoj karijeri odigrao je više od 200 uloga, a igrao je u svim zagrebačkim i kazalištima u cijeloj Hrvatskoj, glumio je i u mnogim televizijskim serijama, radio-dramama i zabavnim emisijama. 
Glumio je u "Gloriji" Ranka Marinkovića, Brechtovoj "Majci Courage", Majdakovoj "Hrvatskoj kuhinji", Krležinom "Banketu u blitvi" i "Galiciji". Posljednja premijera u HNK u kojoj je glumio bila je Pirandellova drama "Večeras se improvizira" u režiji Zlatka Svibena. Pisao je prozu, drame i povremeno objavljivao poeziju. Bavio se i novinarstvom, pisao za Večernji vjesnik, Narodni list, Večernji list, Plavi vjesnik i Vjesnik. 
Snimio je preko 50 koprodukcijskih filmova na engleskom, njemačkom i talijanskom, te ruskom. Radio je mnoge sinkronizacije crtanih filmova. Bavio se jahanjem i mačevanjem, kao i borilačkim vještinama. Kao hobije navodio je antikvitete i kulinarstvo.
U srpnju 1991. kratko je vrijeme bio zamjenik ministra obrane, kasnije savjetnik u tom ministarstvu. Bio je zastupnik u prvom sazivu Sabora, no već se iduće godine vratio u HNK u Zagrebu u kojem je ostao do odlaska u mirovinu 1996. godine.

## Sinkronizacija
- Leif Ericson: Dječak koji je otkrio Ameriku kao crveni Erik i pripovjedač (2004.)
- Pčelica Maja kao general Bumbar (prva sinkronizacija) (2003.)
- Rudolf: Jelen crvenog nosića kao Djed Božićnjak (2002.)
- Teletubbiesi kao Glasovna truba #4 i sporedne uloge (2001-2003.)
- Željezni div kao Marv Loach (1999.)
- Labuđa princeza 3: Tajna začaranog blaga kao Rothbard (1998.)
- Asterix i 12 zadataka kao Vrhovnix, rimski senator #2 i birokrat #2 (1997.)
- Asterix Gal kao Vrhovnix i rimski vojnik (1997.)
- Labuđa princeza kao Rothbard (1995.)
- Na Badnju večer (Golden Films) kao Djed Božićnjak (1994.)